# عامل ضدتغذیه

اسید فیتیک (آنیون فیتات دپروتون شده در تصویر) یک عامل ضد مواد تغذیه‌ای مغذی است که در جذب مواد معدنی رژیم غذایی تداخل ایجاد می‌کند.

عامل ضدتغذیه‌ای یا ضدخوراک یا فاکتورهای ضدتغذیه (انگلیسی: Antinutrient) که به آنها ضد مواد مغذی هم گفته می‌شود ترکیبات طبیعی یا ساختگی هستند که در جذب مواد مغذی اختلال ایجاد می‌کنند. پژوهش‌های تغذیه‌ای بیشتر بر روی چنین عناصری که در منابع غذایی و نوشیدنی‌ها یافت می‌شوند متمرکز است.

## نمونه‌ها
اسید فیتیک به مواد معدنی مانند کلسیم، منیزیم، آهن، مس و روی میل ترکیبی زیادی دارد. این منجر به ته‌نشینی «precipitation» شده و باعث می‌شود مواد معدنی برای جذب در روده در دسترس نباشد. اسیدهای فیتیک در پوسته‌های: حبوبات آجیل، دانه‌ها و غلات موجود است و به دلیل شلاته مواد معدنی و فسفات‌های متصل شده آزاد شده در محیط از اهمیت زیادی در هوپرورش کشاورزی و تغذیه حیوانات برخوردار است. بدون نیاز به استفاده از فرز برای کاهش فیتات (از جمله ماده مغذی)، مقدار اسید فیتیک در خوراک دام معمولاً با افزودن نوع فسفات هیستیدین فسفات به آنها کاهش می‌یابد.